# Новобогданівська сільська рада
| Новобогданівська сільська рада — колишній орган місцевого самоврядування у Мелітопольському районі Запорізької області з адміністративним центром у с. Новобогданівка. Історична дата утворення: в 1918 році. Сільській раді підпорядковані населені пункти: - с. Новобогданівка - с-ще Відродження - с. Першостепанівка - с. Привільне - с. Троїцьке |

## Склад ради
Рада складається з 28 депутатів та голови.

### Керівний склад ради
| ПІБ                     | Основні відомості                                            | Дата обрання | Дата звільнення |
| ----------------------- | ------------------------------------------------------------ | ------------ | --------------- |
| Малахов Микола Іванович | Сільський голова, 1954 року народження, освіта, безпартійний | 26.03.2006   | 31.10.2010      |

Примітка: таблиця складена за даними джерела